# Будинок на вулиці Саксаганського, 33-35/30
Будинок на вулиці Саксаганського, 33-35/30 — житловий будинок у Голосіївському районі міста Києва на розі вулиць Саксаганського і Антоновича. Зведений на початку XX століття. Має статус пам'ятки архітектури та історії (№ 299).

## Історія
Будинок зведений у 1910—1911 роках на замовлення власника ділянки, купця Хаїма-Бера (Бориса) Бенціоновича Гронфайна. Автором проєкту став київський архітектор Й. Зекцер.

## Опис
Будинок стоїть на червоній лінії вулиць, наріжний, через перепад висот він має п'ять поверхів з боку вулиці Саксаганського і шість — з боку вулиці Антоновича. Має складну конфігурацію у вигляді латинської букви F, двосекційний, головний вхід і проїзд на подвір'я — з вулиці Саксаганського. Цегляний, пофарбований, перекриття пласкі, дах двосхилий, вкритий шифером.
Зведений у стилі історизм у формах модернізованої неоготики. Наріжжя зрізане, акцентоване еркером і високою шатровою вежею. Вуличні фасади різні за довжиною, асиметричні, розчленовані вертикально тривіконними розкріповками на флангах і, ближче до наріжжя, двовіконними еркерами, в одному з яких з боку вулиці Саксаганського розміщено головний вхід із сходовою клітиною. Розкріповки завершуються вінцевими фронтонами оригінального трикутного абрису, еркери — неоготичними щипцями з пінаклями. Вікна прямокутні, дво- і тристулкові, на другому і третьому поверхах (з боку вулиці Антоновича — на третьому і четвертому відповідно) прикрашені підвіконними тафлями із простим геометричним орнаментом, на четвертому поверсі (з боку вул. Антоновича — п'ятому) — сандриками у «тюдорівському» стилі, на останньому поверсі — зубчастими надвіконними смугами. Фасади доповнені балконами на два і три віконні прорізи, з металевою балюстрадою. У XXI столітті більшість балконів засклили, що зіпсувало первісний ансамбль.
У 1980-х роках у будинку провели капітальну реконструкцію, в рамках якої старі дерев'яні перекриття замінили на залізобетонні, а нижній поверх з боку вулиці Антоновича та на наріжжі облицювали лабрадоритом. Однак під час даної реконструкції були частково втрачені завершення фасадів.

## Відомі особи, пов'язані з будинком
У 1920-х роках у цьому будинку жив Микола Михайлович Стасюк, політичний і кооперативний діяч, один із засновників Української Центральної Ради. Раніше, у 1910-х роках, він також жив на вулиці Саксаганського, але у будинках № 83 і № 141. Після 1918 року деякий час жив у еміграції, у 1920 році повернувся в Україну. Репресований у 1931 році.
Між 1905 та 1941 роками (з перервами) у квартирі № 7 секції № 3 мешкав Єгошуа Павлович Шейнін, хоровий диригент, композитор, педагог.
У цьому будинку неодноразово бував письменник Ісак Бабель. У 1910-х роках він за дорученням батька вів ділові переговори із власником будинку, купцем 1-ї гільдії Хаїмом-Бером Гронфайном, якому належала фірма з продажу сільськогосподарських машин. Там майбутній письменник, який тоді ще був студентом Київського комерційного інституту, закохався у доньку домовласника, Євгенію Гронфайн. Через соціальну нерівність Гронфайн не дав згоди на одруження своєї багатої доньки із бідним студентом, тоді закохані втекли до Одеси, рідного міста Бабеля, і там одружилися. Після Жовтневого перевороту Хаїм-Бер Гронфайн примирився із зятем, адже соціальні ролі змінилися: Бабель став відомим радянським письменником, а багатій Гронфайн збіднів, тому під час своїх візитів до Києва навесні 1925 року і в 1927 році Бабель зупинявся у будинку Гронфайна.

## Галерея

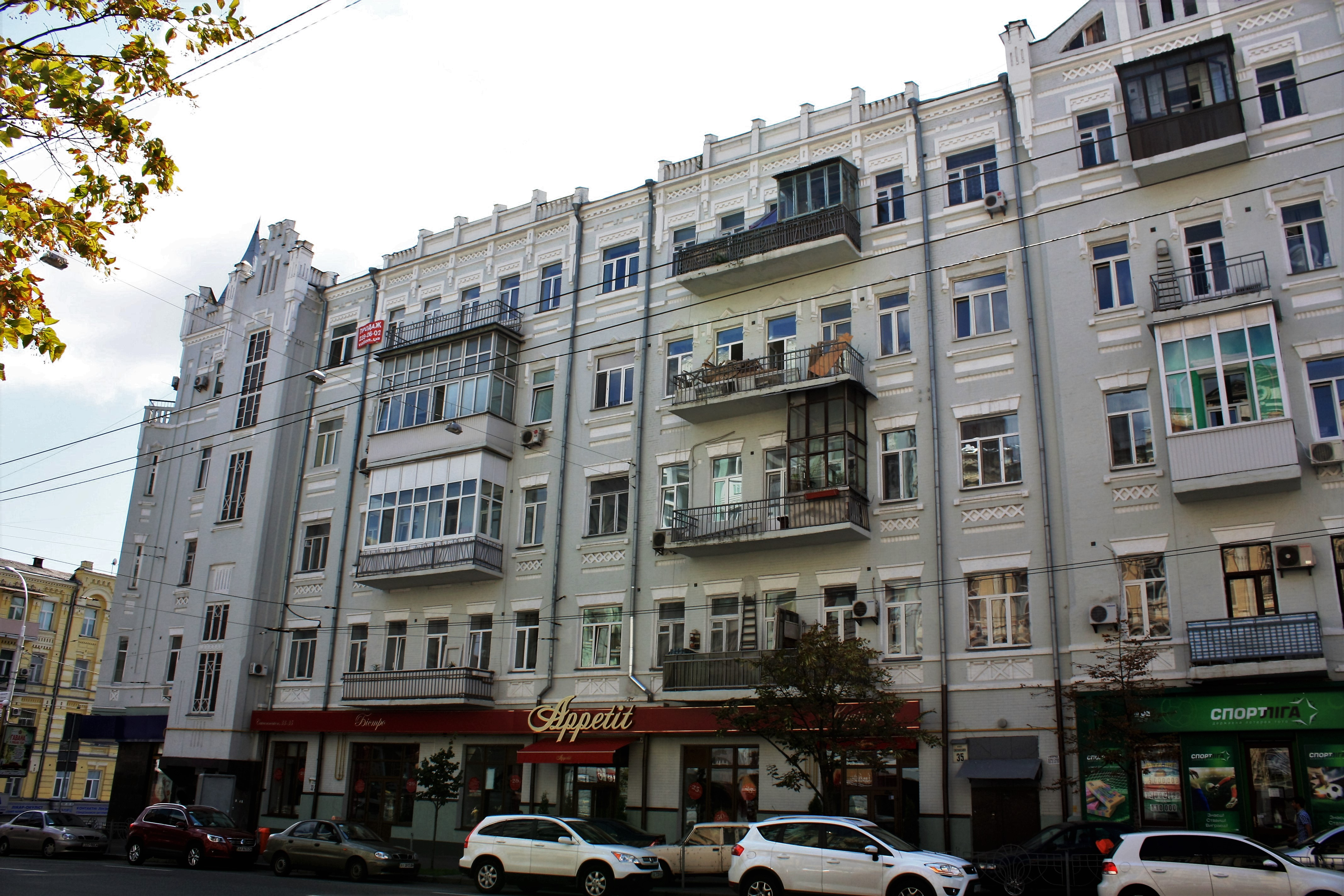
Фасад з боку вулиці Саксаганського
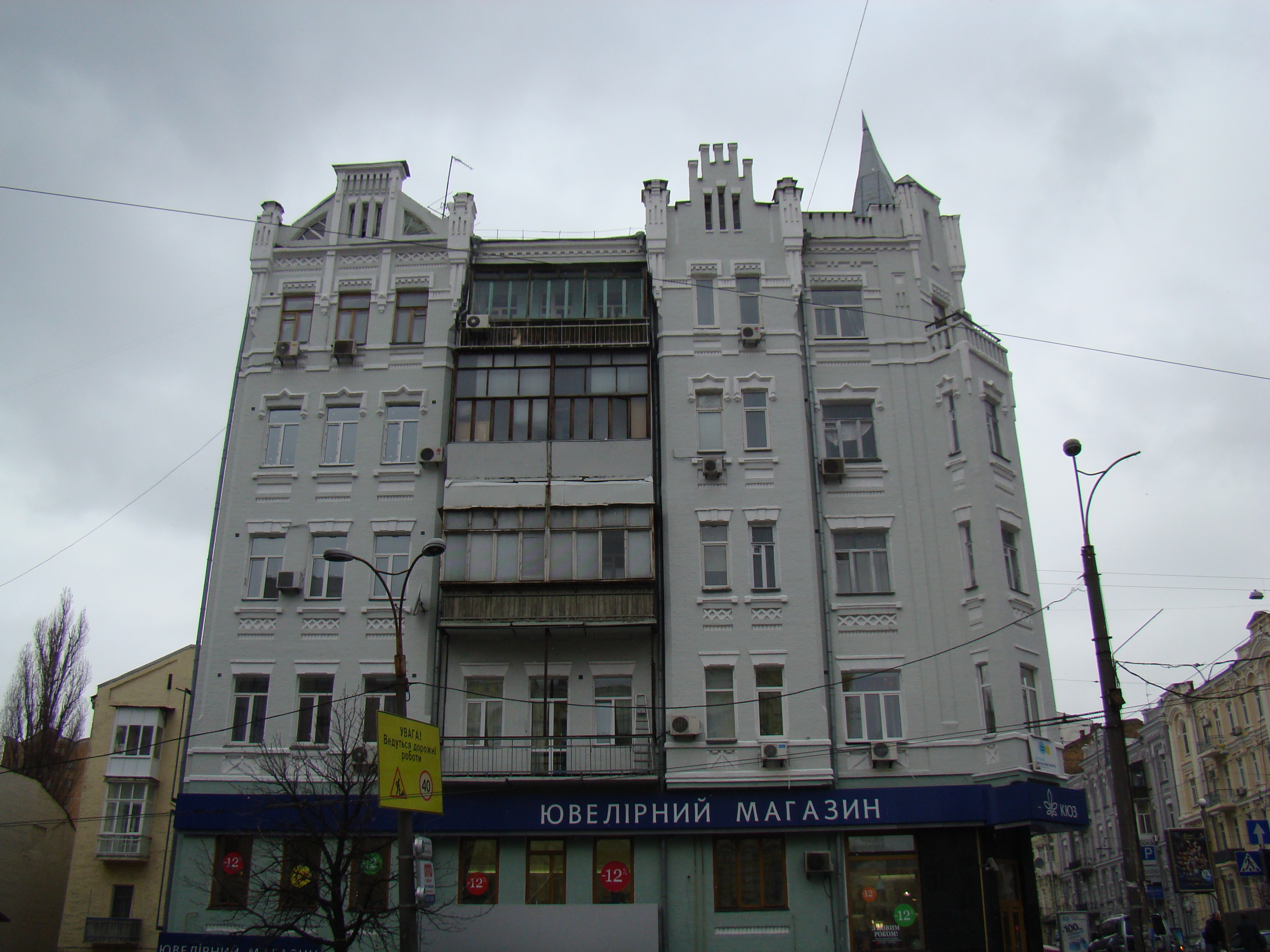
Фасад з боку вулиці Антоновича
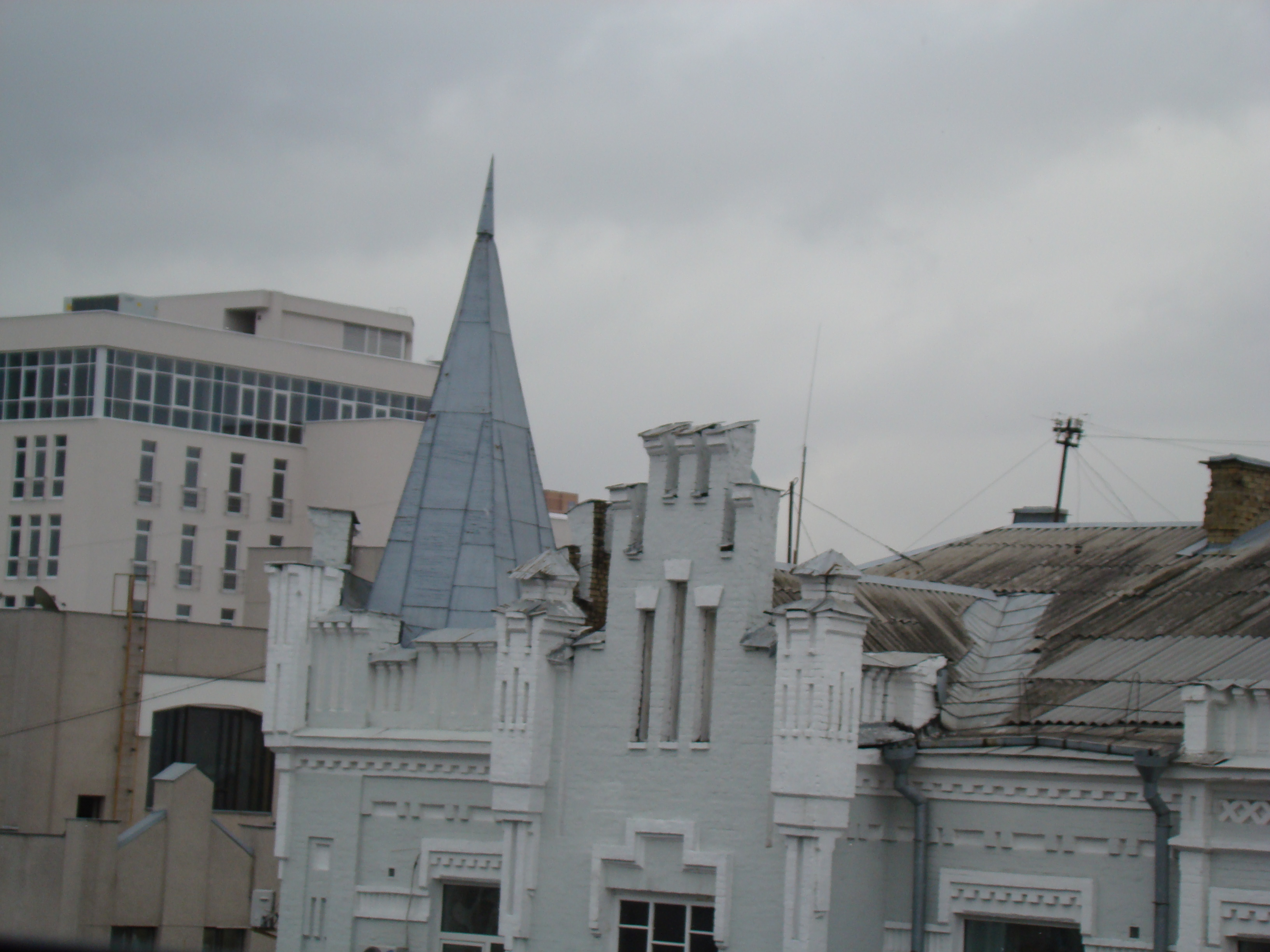
Наріжна вежа
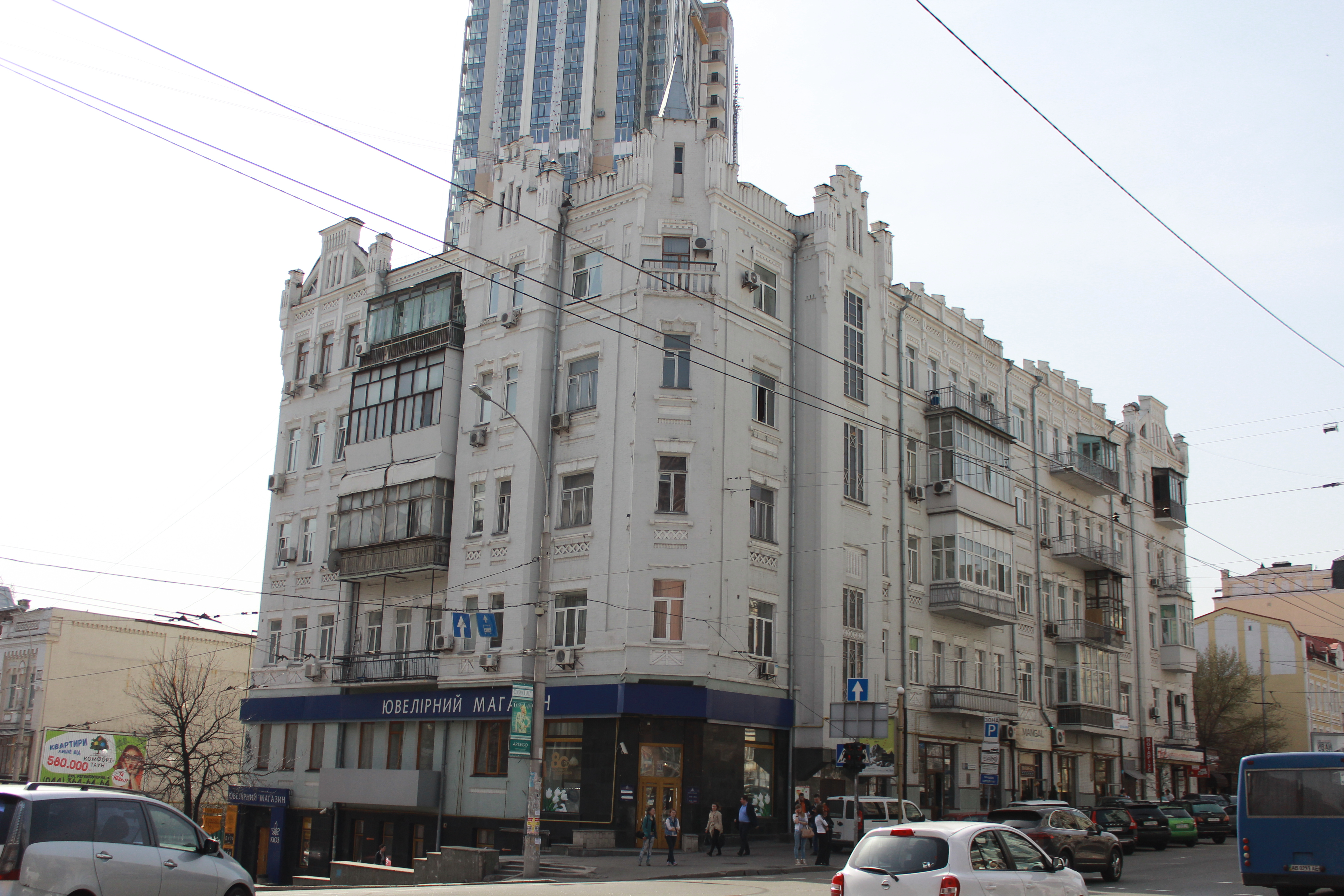
Будинок у 2016 році